# غراهام وستلي
غراهام وستلي (بالإنجليزية: Graham Westley)‏ هو لاعب كرة قدم ومدرب كرة قدم بريطاني في مركز الهجوم، ولد في 4 مارس 1968 في هونسلو ‏ في المملكة المتحدة. لعب مع نادي إنفيلد ونادي بارنت ونادي غيلينغهام ونادي فارنبوروه وويكمب وندررز ونادي ويلدستون لكرة القدم.